# Irène Némirovsky
Irène Némirovsky (fødselsnavn russisk: Ирина Леоновна Немировская tr. Irina Leonovna Nemirovskaja ; født 11. februar 1903 – 17. august 1942) var en fransk forfatterinde. Hendes mest berømte arbejde er det posthumt udgivne romanværk Suite Française (Storm i juni), som blev udgivet i 2004 (oversat til dansk i 2005). Hun blev født i Kijev, men boede mere end halvdelen af sit liv i Frankrig og skrev på fransk. Irène Némirovsky blev arresteret af franske gendarmer, klassificeret som jødinde efter racelovene, uden hensyn til hendes omvendelse til katolicismen. Hun døde 39 år gammel i udryddelseslejren Auschwitz i det tyskbesatte Polen.

## Opvækst
Irène Némirovsky blev født i Det Russiske Kejserrige (nuværende Ukraine). Némirovskys far, Léon Némirovsky (på hebraisk hed han Arieh), tog navn efter sin hjemby Nemirov i Ukraine. Han var kornhandler og en velhavende bankier. Irène Némirovskys ulykkelige forhold til sin mor Faiga (der kaldte sig Fanny) blev senere et tilbagevendende tema i hendes romaner. Forældrene brød sig hverken om hjemmet eller datteren, selv om de ansatte førsteklasses lærere til hende. Hun tilbad sin far, men han tilbragte sin tid på kontoret, på rejser eller på kasino, hvor han spillede med formuer som indsats. Faiga (f. Odessa 1887 - d. Paris 1989) var knapt 16 år, da datteren blev født, og følte kun modvilje mod barnet. Faiga var på evig udkig efter opmærksomhed fra mænd, og fornægtede sin alder. Da hun var i 30'erne, tvang hun derfor sin teenagedatter til at gå klædt som en lille pige, for selv at fremstå yngre. Men efterhånden som hendes udseende falmede, måtte hun alligevel ty til gigoloer.
Da den russiske revolution brød ud, boede familien i et stort, flot hus i St. Petersburg. Hver sommer var de vant til at feriere på Krim, i Biarritz eller ved Rivieraen. Irène Némirovsky og hendes franske guvernante blev placeret i et pensionat, mens hendes mor holdt til i et luksushotel. Guvernanten døde, da Némirovsky var 14 år; af hende havde hun lært flydende fransk, og kunne desuden flydende russisk, polsk, engelsk, finsk og baskisk. Hun forstod også jiddisch. Inspireret af Ivan Turgenjevs romanteknik begyndte hun at skrive som 14-årig. Hun nedskrev ikke kun teksten, men også alle de tanker og indfald, hun fik undervejs. Hendes favoritroman var Dorian Grays Portræt.
St. Petersburg var for hende mørke, tilsneede gader, hvor der blæste en isvind fra kanalernes rådne vand; så hun havde ikke noget imod at flytte til Moskva, hvor hendes far mente at have bragt familien i sikkerhed for revolutionen. I virkeligheden var Moskva centrum for urolighederne i oktober 1918. I fem dage holdt familien sig inden døre, forsynet med en sæk kartofler, nogle æsker chokolade og nogle sardiner. Derefter vendte de tilbage til St. Petersburg, men da bolsjevikkerne satte en pris på Léon Némirovskys hoved, organiserede han en flugt til Finland. Forklædt som bønder krydsede familien grænsen, og tilbragte et år på et sted bestående af tre træhuse ude på et jorde. Datteren længtes hjem til Rusland; hendes far foretog mange ture tilbage for at få hentet mest muligt af familiens ejendele. Derefter tilbragte de tre måneder i Stockholm. I juli 1919 sejlede familien til Rouen, en ti dages sejlads indbefattet en forrygende storm, inspiration for slutscenen i David Golder. I Paris overtog Léon ledelsen for en filial af sin bank, og kunne dermed genopbygge sin formue. Irène begyndte ved universitetet Sorbonne og aflagde en fremragende embedseksamen i litteratur.

## Mellemkrigstid
I 1926 giftede hun sig med en anden jødisk-russisk emigrant, bankmanden Michel Epstein. Han var søn af en bankdirektør i Rusland, der i Paris var medlem af bankkomitéen under ledelse af den tidligere statsminister og finansminister i Rusland, grev Vladimir Kokovtsov (1853-1943), som under den tyske besættelse forsøgte at hjælpe familien Epstein. Parret bosatte sig i en fredelig sidegade, avenue Constant-Coquelin 10, og fik to døtre: Denise (født i 1929), og Elisabeth (født i 1937). Irène Némirovsky havde jødiske forældre, men den 2. februar 1939 konverterede hun med sine døtre til den romersk-katolske kirke. De blev døbt i Sainte-Marie-kapellet i Paris ved daggry, af familievennen fyrst Vladimir Ghika (1873–1954) fra Rumænien - martyr for kirken og helliggjort i 2013. Némirovskys ansøgninger om fransk statsborgerskab blev imidlertid afvist, trods hendes berømmelse. Det var et tiår stærkt præget af antisemitisme; dertil kom en voksende krigsfrygt.
Irène Némirovsky var allerede berømt efter sin første roman David Golder, påbegyndt i Biarritz i 1925 og udgivet i 1929. Romanen blev en succes og efterfølgende filmatiseret i 1930 med skuespiller Harry Baur i titelrollen og Julien Duvivier som filminstruktør. Den rige jøde Golder, en gang Børsens skræk, ruineres og reduceres til den lille jøde, han var som ung mand hjemme i Odessa, efterhånden som hans aldrende hustru er notorisk utro og kræver stadig flere penge for at underholde sin elsker. Da forlæggeren Bernard Grasset modtog manuskriptet, bemærkede han, at forfatteren hverken havde oplyst navn eller adresse, kun et postboksnummer. Han rykkede derfor en lille annonce ind i aviserne, hvor han opfordrede den mystiske skribent til at melde sig. Det gjorde hun nogle dage senere, og Grasset havde svært ved at tro, at det modne værk var forfattet af den unge, snaksomme pige. Ved udgivelsen blev romanen berømmet af forfattere, der stod hinanden så fjernt som jøden Joseph Kessel og antisemitten Robert Brasillach, der lovpriste hendes renskårne prosa. I 1930 blev Le Bal, fortællingen om en datter, der behandles dårligt, udgivet og derefter filmatiseret.
Irène Némirovsky skrev i Candide og Gringoire, to magasiner kendt for antisemitiske tendenser. I et interview med L'Univers israélite 5. juli 1935 sagde hun sig stolt over at være jødisk, og forsvarede sin skildring i David Golder med, at den ikke handlede om "franske israelitter, der har været etableret i landet i generationer, og racespørgsmålet ikke har nogen mening for; men de forholdsvis kosmopolitiske jøder, for hvem kærligheden til penge har overtaget alle andre følelsers plads."

## Anden verdenskrig
I august 1939 rejste familien til landsbyen Issy-l'Évêque i Bourgogne sammen med barnepigen Cécile Michaud, som kom derfra. De to børn blev efterladt hos Michauds mor, mens forældrene vendte tilbage til Paris. Herfra rejste de på hyppige besøg til børnene, frem til demarkationslinjen blev oprettet i juni 1940. I juni 1941 lod ægteparret sig registrere, hvorved deres situation som "udenlandske jøder" blev yderst prekær. Irène Némirovsky kunne som jødinde ikke mere udgive sine bøger; hendes mand mistede sit arbejde i banken. Sammen rejste de til døtrene i Issy, hvor de tog ind på Hôtel des Voyageurs - hvor også soldater og officerer fra Wehrmacht var indkvarteret. Den ældste datter Denise gik ligesom forældrene med jødestjerne påsyet overtøjet, selv om hun var katolsk konfirmeret. Efter et år på hotel fandt familien et hus til leje, hvor de kunne bo for sig selv.
Livet i Issy-l'Évêque er tydeligt model for skildringen af Bussy i Dolce. De tyske underofficerer, de lærte at kende i Issy, skrev et omtænktsomt anbefalingsbrev for den jødiske familie: "Kameraden! Vi har i længere tid delt husvære med familien Epstein, og lært dem at kende som en yderst anstændig og forekommende familie. Vi beder jer om at behandle dem i overensstemmelse hermed. Heil Hitler! Hammberger, Feldwebel."
Némirovsky registrerede, at få af de ansatte i franske forlag undgik at samarbejde med tyskerne, og 3. juni 1942 skrev hun sit testamente til fordel for sine døtres formynderske. Ernst Kaltenbrunner havde kaldt hende "en degenereret kunstner af forkvaklet jødisk hegemoni". Franske myndigheder var modvillige til at udlevere jøder med fransk statsborgerskab; i stedet indvilgede de i at deportere udenlandske jøder. Den bitterhed, Némirovsky skildrer franske forhold med i Storm i juni, får bogen til at minde om Marc Blochs L'Étrange Défaite.
Så om morgenen 13. juli 1942 blev Irène Némirovsky arresteret af franske gendarmer, som "udenlandsk borger af jødisk race". Årsag: Alment tiltag mod statsløse jøder mellem 16 og 45 år gamle. Hendes mand lod de derfor være, da han var over 45 år. Hun sagde til døtrene: "Jeg skal på en rejse nu..." 16. juli ankom hun opsamlingslejren Pithiviers udenfor Paris. Allerede 17. juli blev hun sendt med en transport til Auschwitz. Hun blev registreret i udryddelseslejren Birkenau. Svækket af sin astma havnede hun på den frygtede sygestue, Revier. Nogle kilder opgiver tyfus som dødsårsag. Andre anfører, at hun døde i gaskammer: 
Hun nåede at skrive to breve hjem. 13. juli skrev hun med blyant: "Min kæreste skat, for øjeblikket er jeg på gendarmeriet, hvor jeg har spist solbær og stikkelsbær i påvente af, at de skal komme og hente mig. Vær for al del rolig, jeg er overbevist om, at det her ikke vil blive særlig langvarigt." Hun beder om sit andet brillepar og bøger og lidt saltet smør. Brevet er nok blevet sendt af en venlig gendarm. Det næste er sendt afrejsedagen, sandsynligvis af en tilfældig rejsende, de har mødt på banegården. Med blyant står der kun: "Min kære skat, mine kære elskede piger, jeg tror vi kommer til at rejse i dag. Fat mod og håb. Jeg bærer jer i hjertet, og jeg elsker jer. Måtte Gud hjælpe os alle."
Hendes mand forstod ikke, at deportationen af hans kone var hendes dødsdom. Han spillede jævnligt billard med de tyske officerer. I anden del af Storm i juni beskrives de tyske officerer - med få undtagelser - som mere medfølende og kultiverede end de lokale franske jordejere. Da Némirovsky blev arresteret, skrev hendes mand til den tyske ambassadør Otto Abetz  i Paris og påpegede, at selv om hans kone var af jødisk oprindelse, havde hendes bøger bevist, at "hun ikke nærede sympati hverken for judaisme eller bolsjevik-regimet".  Han ventede hende hver dag tilbage, og fik dækket på til hende ved måltiderne, hvis hun skulle dukke op. Fra Issy skrev han til marskal Pétain og bad om lov til at tage sin kones plads i arbejdslejren. Vichy-regeringen svarede med at få ham arresteret i oktober 1942. I opsamlingslejren Drancy blev han frataget 8.500 francs. 6. november 1942 blev Michel Epstein deporteret til Auschwitz, og sendt til gaskammeret ved ankomst  sammen med sin søster Mavlik, der blev arresteret sammen med ham. 

## Storm i juni
Det posthume romanværk, Storm i juni, består af to dele, som oprindelig skulle have været de første to af samlet fem dele, med Beethovens femte symfoni som forbillede. Første del er en række tableau'er, der skildrer Frankrigs sammenbrud foran den fremrykkende tyske hær. Anden del, Dolce, er skrevet som en roman.  Videre var den tænkt sådan:
- 3. Fangenskab
- 4. Kampe?
- 5. Freden?

Némirovsky, der døde i 1942, kendte naturligvis ikke krigens udfald, og måtte sætte spørgsmålstegn bag de sidste titler. Hun foreslog også Storm eller Storme som værkets hovedtitel, og Skibbrud som navn på første del. Hun mindede sig selv om, at krigen ville tage slut, og den historiske del blegne, så hun derfor burde beskrive samtiden mest muligt levende, som det "ville interessere folk i 1952 eller 2052". Ihvert fald skulle Lucile og Benoit sammen havne i Paris, som filmversionen af bogen også antyder; der skulle Lucile så komme til at elske Jean-Marie, som Benoits kone Madeleine var forelsket i. Det eneste Némirovsky vidste om del 4, var at den skulle omhandle tyskerens (Bruno von Falks) død i Rusland. Både han og Jean-Marie skulle dø i løbet af romanværket, "begge fulde af smertelig ædelhed". 
I 2008 var bogen udgivet på 38 sprog og solgt i 2,5 million eksemplarer.  Romanværket foregår i Frankrig fra den tyske invasion i juni 1940 til juni 1941. Da Irène Némirovsky blev anholdt, var manuskriptet, i form af en notesbog i en kuffert, der fulgte døtrene på deres flugt for gendarmerne. Pigerne var først på et katolsk pensionat; Denise under falskt navn. Alligevel kom gendarmerne på sporet af dem, og de måtte i flere uger leve i skjul i en vinkælder. Denise pådrog sig brysthindebetændelse, som kun blev behandlet med harpiks, da hjælperne ikke turde at stole på egnens læge. Derfra gik flugten videre, stadig med kufferten med morens manuskript i. De nåede frem til mormoren Fagia, der levede komfortabelt i Nice. Hun ville dog ikke åbne døren for dem, men råbte gennem den låste dør, at hvis deres forældre var døde, skulle de henvende sig til et hjem for forældreløse. Fagia døde i en alder af 102 år i sin herskabslejlighed i avenue du President Wilson i Paris. I hendes safe fandt man ikke andet end to af datterens bøger: Jezabel og David Golder. 
Efter krigen gik de to piger dagligt til Gare de l'Est for at se, om deres mor var blandt de overlevende, der kom tilbage fra lejrene. De besøgte også jævnligt hotel Lutetia, der tjente som modtagscenter for deporterede.  En hjælpefond sørgede for, at pigerne var forsørget, til de fik taget studentereksamen. Denise blev helt rask af sin pleurit igen.  Men først i 1975 åbnede hun manuskriptet, men udholdt ikke smerten ved at læse det. En vandlækage i hendes lejlighed nogle år senere fik hende til beslutte at få det sikret, og ved hjælp af en kraftig lup begyndte hun at maskinskrive det; kun for at opdage, at det ikke var dagbogsnotater, som hun have troet, men derimod en bred skildring af masseflugten foran invasionen i 1940. 
Storm i juni vandt den prestigetunge Prix Renaudot i 2004. 

## Døtrene
- Denise Epstein døde i 2013. [32]
- Élisabeth Gille var redaktør og oversætter. Efter krigen blev hun boende hos René Avot og hans familie, til hun var myndig; han var bror til hendes mors nære ungdomsveninde Madeleine Avot. [33] Élisabeth var over 50, da hun selv debuterede som forfatter med en fiktiv erindringsbog om sin mor, Le Mirador. [34] Élisabeth døde af kræft i 1996. [35]

## Biografier
- Lienhardt, Patrick og Philipponnat, Olivier: The Life of Irène Némirovsky, Forlaget Alfred A. Knopf, Toronto 2010.